# Edo no Temari Uta II
Edo no Temari Uta II (江戸の手毬唄II La canción de balonmano de Edo II?) es el sexto sencillo de ℃-ute. El sencillo fue lanzado el 30 de julio de 2008 en ediciones limitadas y regulares con la limitada que viene con ocho versiones intercambiables. La pista principal aparece en el álbum ④ Akogare My STAR como pista N°11 y en Petit Best 9 como pista N°3. El 19 de septiembre de 2008, solo se lanzaron 100 copias de un DVD de un club de fans de la "Kurofune Version" del PV. El PV presenta a uno de los bailarines del PV original bailando un instrumental de jazz de la canción. La portada del DVD interpretó al comodoro Matthew Perry, diseñado por Maimi Yajima.

## Lista de canciones

### CD
1. Edo no Temari Uta II
2. "Wasuretakunai Natsu" (「忘れたくない夏」; "Un Verano Inolvidable")
3. Edo no Temari Uta II (Instrumental)

### Single V
1. Edo no Temari Uta II (PV)
2. Edo no Temari Uta II (Dance Shot Ver.)
3. Jacket Photography Making of (ジャケット撮影メイキング)

### Event V
1. Edo no Temari Uta II (Close-up Ver.)
2. Edo no Temari Uta II TV-SPOT (Solo Ver.)
3. PV Making (PVメイキング)

### Event V.2
1. Edo no Temari Uta II (Close-up Solo Umeda Erika Ver.)
2. Edo no Temari Uta II (Close-up Solo Yajima Maimi Ver.)
3. Edo no Temari Uta II (Close-up Solo Nakajima Saki Ver.)
4. Edo no Temari Uta II (Close-up Solo Suzuki Airi Ver.)
5. Edo no Temari Uta II (Close-up Solo Okai Chisato Ver.)
6. Edo no Temari Uta II (Close-up Solo Hagiwara Mai Ver.)
7. Edo no Temari Uta II (Close-up Solo Arihara Kanna Ver.)

### Kurofune Version

#### CD
1. Edo no Temari Uta II
2. Wasuretakunai Natsu
3. Edo no Temari Uta II (Instrumetal)

#### DVD
1. Edo no Temai Uta II (Kurofune Version.) (黒船バージョン)

## Miembros presentes
- Erika Umeda
- Maimi Yajima
- Arihara Kanna
- Saki Nakajima
- Airi Suzuki
- Chisato Okai
- Mai Hagiwara

## Puntos de Oricon

#### Diario y Semanal
| Lun | Mar     | Mier | Juev | Vier | Sab | Dom | Puntos semanales | Ventas |
| --- | ------- | ---- | ---- | ---- | --- | --- | ---------------- | ------ |
| -   | 3 8,098 | 8    | 9    | 10   | 11  | 4   | 5                | 27,805 |
| 4   | 18      | 31   | 33   | 32   | 36  | 35  | 36               | 6,524  |
| 26  | -       | -    | -    | -    | -   | -   | 110              | 1,013  |
| -   | -       | -    | -    | -    | -   | -   | 148              | 447    |

#### Puntos anuales
| Años | Punto anual | Ventas |
| ---- | ----------- | ------ |
| 2008 | 200         | 35,789 |

Total de Ventas reportadas: 35,789

#### Single V
| Lun | Mar | Mier | Juev | Vier | Sab | Dom | Puntos semanales | Ventas |
| --- | --- | ---- | ---- | ---- | --- | --- | ---------------- | ------ |
| -   | -   | -    | -    | -    | -   | -   | 9                | 4,030  |
| -   | -   | -    | -    | -    | -   | -   | -                | 1,253  |

Total de Ventas reportadas: 5,283